# Санатога (Пенсільванія)
Санатога (англ. Sanatoga) — переписна місцевість (CDP) в США, в окрузі Монтгомері штату Пенсільванія. Населення — 8496 осіб (2020).

## Географія
Санатога розташована за координатами 40°15′1″ пн. ш. 75°35′19″ зх. д. / 40.25028° пн. ш. 75.58861° зх. д. (40.250401, -75.588483).  За даними Бюро перепису населення США в 2010 році переписна місцевість мала площу 8,77 км², з яких 8,75 км² — суходіл та 0,02 км² — водойми.

## Демографія
Згідно з переписом 2010 року, у переписній місцевості мешкало 8378 осіб у 3133 домогосподарствах у складі 2223 родин. Густота населення становила 956 осіб/км².  Було 3241 помешкання (370/км²).
Расовий склад населення:
| - 81,2 % — білих - 13,3 % — чорних або афроамериканців - 1,9 % — азіатів - 0,1 % — вихідців з тихоокеанських островів - 0,1 % — корінних американців |

До двох чи більше рас належало 2,8 %. Частка іспаномовних становила 3,1 % від усіх жителів.
За віковим діапазоном населення розподілялося таким чином: 27,5 % — особи молодші 18 років, 59,1 % — особи у віці 18—64 років, 13,4 % — особи у віці 65 років та старші. Медіана віку мешканця становила 37,3 року. На 100 осіб жіночої статі у переписній місцевості припадало 90,1 чоловіків;  на 100 жінок у віці від 18 років та старших — 85,1 чоловіків також старших 18 років.
Середній дохід на одне домашнє господарство  становив 85 873 долари США (медіана — 67 238), а середній дохід на одну сім'ю — 101 183 долари (медіана — 90 398). Медіана доходів становила 61 086 доларів для чоловіків та 41 964 долари для жінок. За межею бідності перебувало 6,3 % осіб, у тому числі 5,8 % дітей у віці до 18 років та 8,7 % осіб у віці 65 років та старших.
Цивільне працевлаштоване населення становило 4087 осіб. Основні галузі зайнятості: роздрібна торгівля — 17,6 %, виробництво — 16,1 %, освіта, охорона здоров'я та соціальна допомога — 16,0 %.